# Можаев, Павел Николаевич
Па́вел Никола́евич Можа́ев (эсп. Paŭlo Moĵajevo, 16 февраля 1981 года, Ялта, Крымская область, Украинская ССР, СССР) — эсперантист из Крыма. Член Академии эсперанто, экс-редактор журнала «Контакто» (2007—2010). Известен в постсоветском эсперанто-сообществе (особенно на Украине и в России) как переводчик и исполнитель различных песен. Рецензировал ряд музыкальных альбомов и книг на языке эсперанто.

## Биография
Родился 16 февраля 1981 года в городе Ялта. В 1987—1997 годах учился в ялтинской средней школе № 12 с углублённым изучением английского языка. Параллельно с обучением в средней школе закончил музыкальную школу по специальности фортепиано, где также играл в духовом оркестре. В школьные годы увлекался игрой в шахматы и футбол, а также фотографией.
В 1997 году после окончания средней школы поступил в Крымский Государственный Медицинский Университет имени С. И. Георгиевского. После выпуска прошёл интернатуру по общей хирургии, в настоящее время преподаёт на кафедре топографической анатомии и оперативной хирургии своей alma mater.

## Эсперанто-деятельность
Начал изучение языка летом 2000 года по учебнику Б. Колкера. С 2001 года принимал участие во всех эсперанто-встречах, организуемых в Крыму («Aroma Jalto» и «Velura Sezono»). На них же принял участие в семинарах по Cseh-metodo, является дипломированным преподавателем эсперанто по этому методу. Некоторое время руководил группой рассылки «Школа эсперанто» на Subscribe.ru, также организовал несколько курсов эсперанто в Симферополе.
С 2002 года занимается переводами (большей частью переводами песен с русского и английского языка на эсперанто). Свои переводы представил в виде аудиодиска «Pluke-Traduke» (2005), а также исполнял на разнообразных эсперанто-встречах на Украине, в России, Польше и Венгрии. Его поэтический перевод стихотворения «Незнакомка» (А. Блок) удостоен почётной грамоты в конкурсе «Liro-2004»; в том же году его перевод рассказа «Бирюк» (И. Тургенев) получил награду в том же конкурсе. Пишет также и на эсперанто, его оригинальное стихотворение «Simplarimaĵo» было удостоено почётной грамоты на конкурсе «Liro-2007». В 2017 году его перевод на эсперанто стихотворения «Дом поэта» М. Волошина был опубликован в престижном литературном издании на эсперанто «Beletra Almanako».
Участвовал в качестве преподавателя по грамматике эсперанто в ряде семинаров «Flugiloj de Malfacila Vento» (организуемых TEJO). Летом 2003 года занял пост корректора журнала «Контакто», в 2007-2010 годах был его главным редактором.
Весной 2010 года был избран членом Академии эсперанто. Рецензировал ряд книг и множество музыкальных дисков для эсперанто-прессы (большей частью для журналов «La Ondo de Esperanto» и «Контакто»). В 2021-22 годах выступил одним из членов жюри литературного конкурса «Interkultura Novelo-Konkurso», организованного Литературной Эсперанто-Академией.